# Capulica alata
Capulica alata är en insektsart som beskrevs av Boris Petrovich Uvarov 1929. Capulica alata ingår i släktet Capulica och familjen gräshoppor. Inga underarter finns listade i Catalogue of Life.